# Кривобалковское кладбище

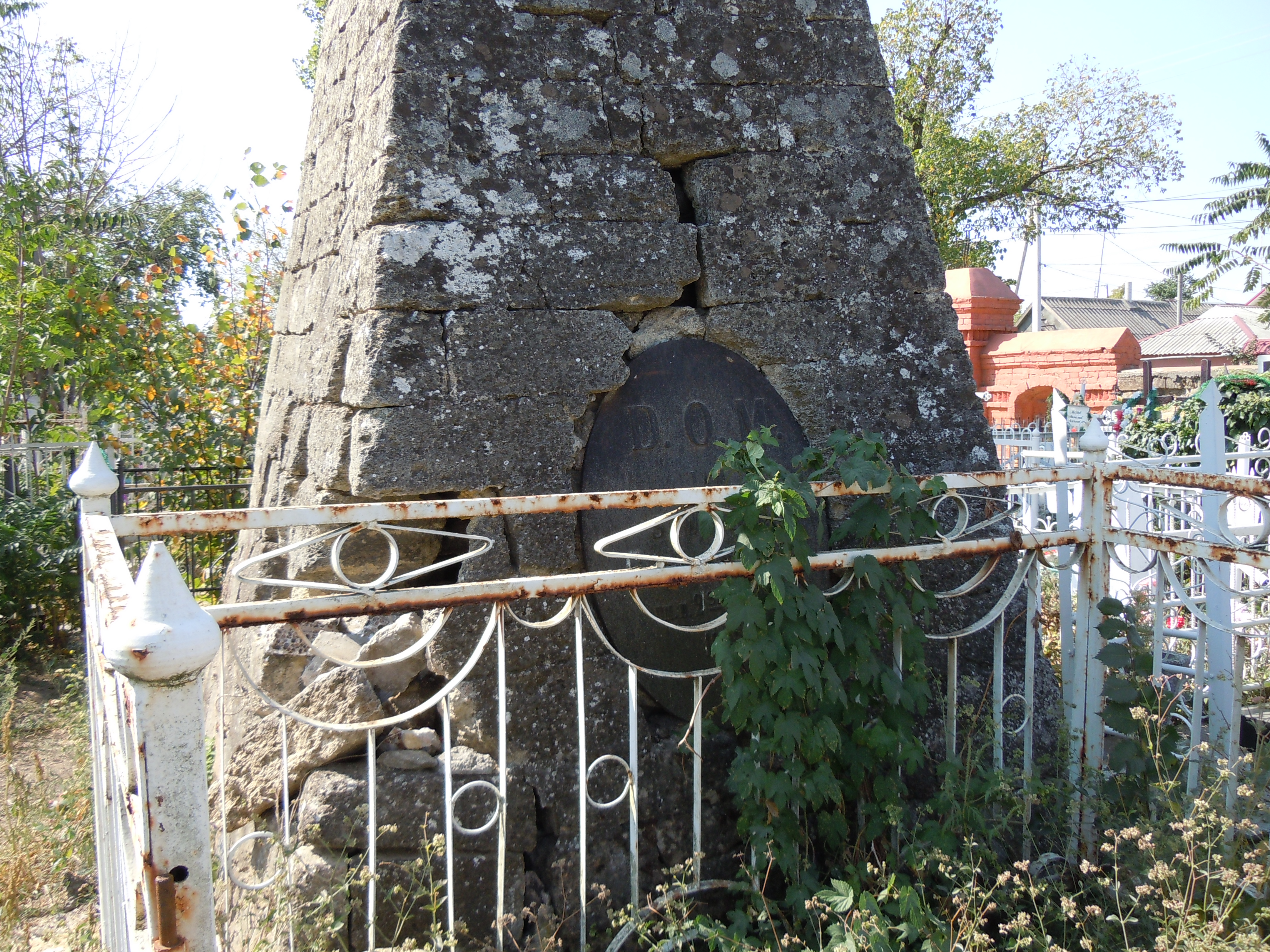

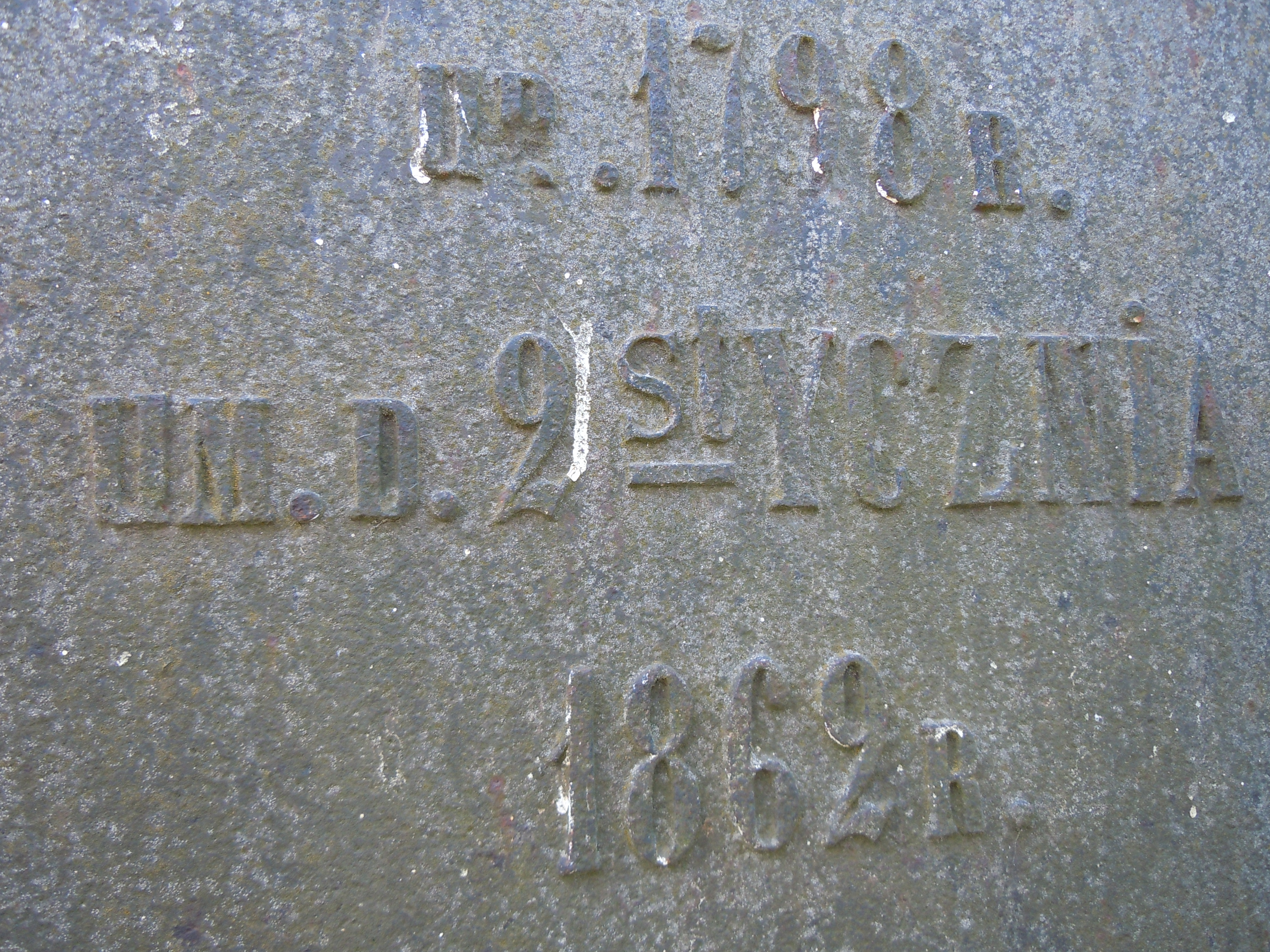

Кривобалковское кладбище — кладбище в Одессе. Расположено в современном районе Слободка. Площадь кладбища 2,8 га. Сохранились старинные казацкие кресты, склеп и курган. На кладбище находится памятник, установленный в 1976 году на братской могиле, в которой похоронены 1760 воинов, погибших при обороне города Одесса в 1941 году.